# 14 mai 1981
Le jeudi 14 mai 1981 est le 134e jour de l'année 1981.

## Naissances
- Björn Andrae, joueur de volley-ball allemand
- Bohdan Shershun, footballeur ukrainien
- Dimitar Mirakovski, joueur de basket-ball macédonien
- Frédéric Cloutier, hockeyeur sur glace italo-canadienne
- Herry Saliku Biembe, boxeur congolais
- Iselin Nybø, femme politique norvégienne
- Júlia Sebestyén, patineuse artistique hongroise
- Karim Ali Hadji, footballeur algérien
- Mel Andoryss, écrivaine française
- Marie Barbey-Chappuis, femme politique genevoise
- Mohamed Diop, joueur de basket-ball sénégalais
- Onalethata Thekiso, joueur de football botswanais
- Philippe Reinhardt, acteur suisse
- Pranav Mistry, chercheur ingénieur, inventeur et designer indien
- Ramón Alegre, joueur de hockey sur gazon espagnol
- Ricardo Chéu, entraîneur de football portugais
- Sarbel, chanteur britannique
- Uri Kokia, joueur de basket-ball israélien

## Décès
- Gustaaf Sorel (né le 17 janvier 1905), peintre belge
- Jean Royère (né le 3 juillet 1902), décorateur
- Joseph Le Gall (né le 29 décembre 1907), sculpteur breton
- Juan Posadas (né le 1er janvier 1912), trotskiste argentin
- Michele Andreolo (né le 6 septembre 1912), footballeur italien
- Mikhaïl Zouïev (né le 18 juin 1918), aviateur soviétique
- Pierre Sergent (né le 28 mars 1895), coureur cycliste français

## Événements
- Fin de championnat d'Italie de football 1980-1981
- Fin de la saison NBA 1980-1981 avec les playoffs